# Wijkmolen
De Wijkmolen, ook Molen van Offelken of Nystenmolen genoemd, is een watermolen op de Jeker in de Belgische gemeente Tongeren. De molen bevindt zich aan de Linderstraat.
De Wijkmolen werd voor het eerste vermeld in 1368 als dwangmolen voor de inwoners van Koninksem en was het eigendom van het Sint-Servaaskapittel uit Maastricht. De erfpacht van de molen was in handen van de familie van Betho. Door steeds verdere verdeling telde de molen in de 18e eeuw elf mede-eigenaars die samen een consortium vormden. In 1829 werd de molen verkocht aan een Gents industrieel die er een textielfabriek van maakte. In 1849 werd de molen verpacht aan de familie Nysten en werd de molen weer gebruikt voor het malen van graan. In 1960 werd de Wijkmolen buiten dienst gesteld en werd de molen omgevormd tot woning.
De molen is niet beschermd maar staat wel op de inventaris van bouwkundig erfgoed.
- Inventaris van het Bouwkundig Erfgoed (Vlaanderen): 37255